# Adore
Adore – czwarty album studyjny grupy The Smashing Pumpkins, wydany przez Virgin Records 2 czerwca 1998. Jest to jedyne wydawnictwo grupy nagrane bez udziału perkusisty Jimmy’ego Chamberlina. Brzmienie zespołu na albumie uległo poważnej zmianie w porównaniu do poprzednich nagrań, bazujących głównie na utworach gitarowych, kierując się w stronę muzyki elektronicznej, m.in. poprzez użycie syntezatorów i automatów perkusyjnych. Grupa zmieniła także swój image, odrzucając swój uprzedni, alternatywny styl i zamieniając go na bardziej stonowany.
Mimo że Adore był jednym z najbardziej oczekiwanych albumów roku 1998, pod względem komercyjnym okazał się porażką, sprzedając się zaledwie w liczbie 1,1 miliona egzemplarzy, co oznaczało ogromny spadek w porównaniu do poprzednich płyt, Siamese Dream oraz Mellon Collie and the Infinite Sadness. Został za to dobrze przyjęty przez krytyków, otrzymując nominację do Nagrody Grammy za najlepszy album alternatywny.

## Lista utworów
1. „To Sheila” – 4:40
2. „Ava Adore” – 4:20
3. „Perfect” – 3:23
4. „Daphne Descends” – 4:38
5. „Once Upon a Time” – 4:06
6. „Tear” – 5:52
7. „Crestfallen” – 4:09
8. „Appels + Oranjes” – 3:34
9. „Pug” – 4:46
10. „The Tale of Dusty and Pistol Pete” – 4:33
11. „Annie-Dog” – 3:36
12. „Shame” – 6:37
13. „Behold! The Night Mare” – 5:12
14. „For Martha” – 8:17
15. „Blank Page” – 4:51
16. „17" – 0:17

## Twórcy
- Billy Corgan – wokal, gitara, pianino
- D’arcy Wretzky – gitara basowa, wokal
- James Iha – gitara
- Matt Walker – perkusja w utworach nr 1, 2, 4, 6, 10, 11, 13
- Joey Waronker – perkusja w utworach nr 3, 5, 9
- Matt Cameron – perkusja w „For Martha”
- Dennis Flemion – dodatkowy wokal w „To Sheila” i „Behold! The Night Mare”
- Jimmy Flemion – dodatkowy wokal „To Sheila” i „Behold! The Night Mare”

## Pozycje na listach

### Album
| Rok  | Album | Pozycja                | Pozycja                 | Pozycja          | Pozycja              | Pozycja        | Pozycja                           |
| Rok  | Album | Australian Album Chart | New Zealand Album Chart | US Billboard 200 | Canadian Album Chart | UK Album Chart | Australian Highest Selling Albums |
| ---- | ----- | ---------------------- | ----------------------- | ---------------- | -------------------- | -------------- | --------------------------------- |
| 1998 | Adore | 1                      | 1                       | 2                | 2                    | 5              | 47                                |

### Single
| Rok  | Singel      | Pozycja            | Pozycja                | Pozycja                | Pozycja          | Pozycja                  | Pozycja    | Pozycja         |
| Rok  | Singel      | Modern Rock Tracks | Mainstream Rock Tracks | Canadian Singles Chart | UK Singles Chart | Australian Singles Chart | US Hot 100 | US Adult Top 40 |
| ---- | ----------- | ------------------ | ---------------------- | ---------------------- | ---------------- | ------------------------ | ---------- | --------------- |
| 1998 | „Ava Adore” | 3                  | 8                      | 9                      | 11               | 34                       | 42         | –               |
| 1998 | „Perfect”   | 3                  | 33                     | 13                     | 24               | –                        | 54         | 31              |